# Hystrichopsylla orophila
Hystrichopsylla orophila är en loppart som beskrevs av Barrera 1952. Hystrichopsylla orophila ingår i släktet Hystrichopsylla och familjen mullvadsloppor. Inga underarter finns listade i Catalogue of Life.